# Ilija Miłanow
Ilija Wencisławow Miłanow (bułg. Илия Венциславов Миланов, ur. 19 lutego 1992 w Lewskim) – piłkarz bułgarski grający na pozycji lewego lub środkowego obrońcy. Od 2016 jest zawodnikiem klubu Beroe Stara Zagora. Jego bliźniak Georgi Miłanow także jest piłkarzem.

## Kariera klubowa
Swoją karierę piłkarską Miłanow rozpoczął wraz z bratem Georgim w Liteksie Łowecz. W 2009 roku został przesunięty przez trenera Stanimira Stoiłowa do kadry pierwszego zespołu Liteksu. 16 maja 2010 zadebiutował w pierwszej lidze bułgarskiej w zwycięskim 4:2 wyjazdowym meczu ze Sportistem Swoge. W sezonach 2009/2010 i 2010/2011 wywalczył z Liteksem dwa tytuły mistrza Bułgarii. W 2010 roku zdobył też Superpuchar Bułgarii.
W 2016 roku przeszedł do Beroe Stara Zagora.
| Sezon   | Klub               | Kraj     | Rozgrywki | Mecze | Bramki |
| ------- | ------------------ | -------- | --------- | ----- | ------ |
| 2009/10 | Liteks Łowecz      | Bułgaria | A PFG     | 1     | 0      |
| 2010/11 | Liteks Łowecz      | Bułgaria | A PFG     | 6     | 0      |
| 2011/12 | Liteks Łowecz      | Bułgaria | A PFG     | 21    | 0      |
| 2012/13 | Liteks Łowecz      | Bułgaria | A PFG     | 27    | 1      |
| 2013/14 | Liteks Łowecz      | Bułgaria | A PFG     | 25    | 0      |
| 2014/15 | Liteks Łowecz      | Bułgaria | A PFG     | 14    | 2      |
| 2015/16 | Liteks Łowecz B    | Bułgaria | B PFG     | 5     | 0      |
| 2015/16 | Beroe Stara Zagora | Bułgaria | A PFG     | 4     | 0      |
| 2016/17 | Beroe Stara Zagora | Bułgaria | A PFG     |       |        |

## Kariera reprezentacyjna
3 marca 2010 roku Miłanow zadebiutował w reprezentacji Bułgarii U-21 w przegranym 0:2 towarzyskim meczu z Czarnogórą U-21. Z kolei w dorosłej reprezentacji swój debiut zanotował 12 października 2012 w spotkaniu eliminacji do MŚ 2014 z Danią (1:1).